# Wybory do Parlamentu Europejskiego w Danii w 1999 roku
Wybory do Parlamentu Europejskiego w Danii odbyły się 10 czerwca 1999. Duńczycy wybierali 16 europarlamentarzystów. Wybory wygrała Venstre, zdobywając 23,4% głosów i 5 z 16 mandatów przypadających Danii. Po 3 mandaty zdobyły: Socialdemokraterne i Ruch Czerwcowy, po 1 mandacie przypadło: Det Radikale Venstre, Konserwatywnej Partii Ludowej, Ruch Ludowy przeciw UE, Socjalistycznej Partii Ludowej i Duńskiej Partii Ludowej.

## Wyniki wyborów
| Partia/ Koalicja             | Frakcja europejska | Liczba głosów | % głosów | mandaty |
| ---------------------------- | ------------------ | ------------- | -------- | ------- |
| Venstre                      | ALDE               | 460 834       | 23,4%    | 5       |
| Socialdemokraterne           | PES                | 324 256       | 16,5%    | 3       |
| Ruch Czerwcowy               | EPP                | 317 508       | 16,1%    | 3       |
| Det Radikale Venstre         | IND/DEM            | 180 089       | 9,1%     | 1       |
| Konserwatywna Partia Ludowa  | EPP                | 166 884       | 8,5%     | 1       |
| Ruch Ludowy przeciw UE       | ZLE/NZL            | 143 709       | 7,3%     | 1       |
| Socjalistyczna Partia Ludowa | ZLE/NZL            | 140 053       | 7,1%     | 1       |
| Duńska Partia Ludowa         | -                  | 114 865       | 5,8%     | 1       |
| Centrodemokraci              | -                  | 68 717        | 3,5%     | 0       |
| Chrześcijańscy Demokraci     | EPP                | 39 128        | 2,0%     | -       |
| Partia Postępu               | EPP                | 14 233        | 0,7%     | -       |
| Razem                        |                    | 1 970 276     | 100,0%   | 16      |